# بیست دلار
بیست دلار (به انگلیسی: Twenty Bucks) فیلمی محصول سال ۱۹۹۳ به کارگردانی کیوا روزنفیلد و با بازی لیندا هانت، برندن فریزر، گلادیس نایت، الیزابت شو، استیو بوشمی، کریستوفر لوید، ویلیام اچ میسی، دیوید شویمر، شهره آغداشلو و اسپالدینگ گری است.